# United States Metric Board

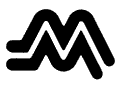
Logo United States Metric Board

United States Metric Board to amerykańska agencja rządowa, powołana w celu wspierania metryfikacji. Istniała w latach 1975 do 1982, nie miała jednak większych sukcesów w implementacji układu SI w Stanach Zjednoczonych i została rozwiązana.